# ديك ويبر
ديك ويبر (بالإنجليزية: Dick Weber)‏ هو لاعب البولنغ ‏ أمريكي، ولد في 23 ديسمبر 1929 في إنديانابوليس في الولايات المتحدة، وتوفي في 13 فبراير 2005 في فلوريسانت في الولايات المتحدة بسبب فشل تنفسي.

## وصلات خارجية
- ديك ويبر على موقع الموسوعة البريطانية (الإنجليزية)
- ديك ويبر على موقع إن إن دي بي (الإنجليزية)